# Ludwig Wilhelm von Münchow
Ludwig Wilhelm von Münchow, comte depuis 1741, (né en 1709 et mort le 23 septembre 1753 à Breslau) est un véritable ministre secret du budget prussien, ministre dirigeant de la Silésie.

## Biographie

### Origine et famille
Ludwig Wilhelm, resté célibataire et décédé sans laisser d'enfants, est issu de la lignée Buckow de la famille noble de Poméranie von Münchow. Ses parents sont le président de la Chambre prussienne Christian Ernst von Münchow (de) (1671-1749) et Eleonore Philippine, née Chwalkowo von Chwalkowski herb. Odrowąż (de) (1693-1741)
Avec ses frères Philipp Ernst von Münchow, seigneur de Kosemühl, major et adjudant prussien, chevalier de l'ordre de Saint-Jean, et Carl Gustav von Münchow (1717-1780), major prussien, chevalier de l'ordre de Saint-Jean, il est élevé au rang de comte prussien le 6 novembre 1741.

### Carrière
Münchow est baptisé le 7 mai 1709 à Berlin. Depuis novembre 1724, il est inscrit à l'Université brandebourgeoise de Francfort. Au plus tard en avril 1729, il est auscultateur à la Chambre de la Marche-Électorale et à partir d'octobre 1730 au Conseil de guerre et de domaine de la Marche. Il reçoit le titre de conseiller privé de la guerre en 1735 et est promu directeur de chambre en mai 1739. De juin 1740 à mars 1743, il est conseiller des finances au 3e département de la direction générale (de).
Pendant la première guerre de Silésie, il dirige un commissariat de guerre sur le terrain et, en octobre 1741, prend par intérim la direction de la nouvelle chambre de Glogau en tant que président en chef. En mars 1742, il devient le premier ministre provincial de Silésie et chef des deux chambres de Breslau et de Glogau, fonction qu'il conserve jusqu'à sa mort.
En plus de son élévation au rang de comte, Münchow reçoit diverses autres distinctions honorifiques. Il est intendant de la Marche-Électorale ou surintendant de la Marche de Brandebourg, commandeur de l'ordre de Saint-Jean à Schivelbein et Lagow, depuis 1743 chevalier de l'ordre de l'Aigle noir, et depuis janvier 1744 membre honoraire de l'Académie prussienne des sciences à Berlin.
Il possède un vaste domaine. Il est seigneur de Klein Kauer et Golschwitz, Wollin, Grunau, Kose, Kosemühl, Groß et Klein Rogittke, Mikrow, Wodnogge et Grossendorf. Jusqu'en 1755, il est également (co)propriétaire de Belkau dans l'arrondissement de Neumarkt.